# Johannes Bronckhorst

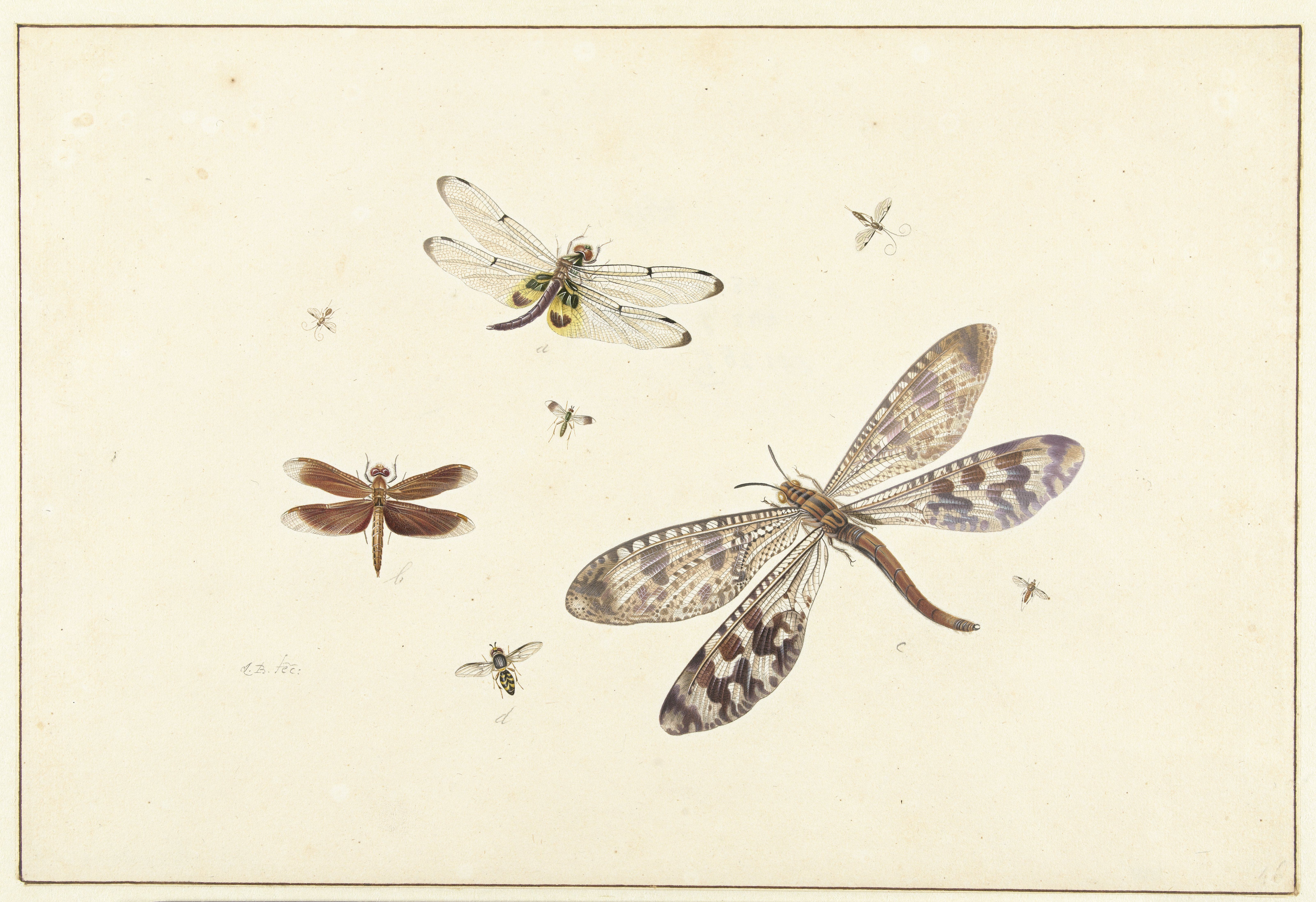
Drie libellen en vijf kleinere insecten (Johannes Bronkhorst)

Johannes Bronckhorst (Leiden, 1648 – Hoorn, 5 augustus 1727) was een Noord-Nederlandse aquarellist, tekenaar en prentkunstenaar. Hij staat vooral bekend om zijn natuurvoorstellingen, waaronder afbeeldingen van vogels, insecten en bloemen.
Bronckhorst ging op dertienjarige leeftijd in de leer bij een neef die pasteibakker in Haarlem was. Vanaf 1670 woonde en werkte hij in Hoorn, waar hij tot zijn overlijden actief bleef, zowel als kunstenaar als pasteibakker. Hij was ook werkzaam als taxateur van schilderijen.
Hoewel hij een autodidact was, ontwikkelde hij zich tot een begaafd schilder en tekenaar. Zijn specialisme lag in aquarellen van vogels, insecten en bloemstillevens. Daarnaast maakte hij genrevoorstellingen met boerenleven als thema.  
Bronckhorst was leermeester van onder meer Herman Henstenburgh en Hendrik Graauw. Zijn stijl beïnvloedde zijn zoon Hendrik Bronkhorst.
- Biografisch Portaal: 07533765
- Digitale Bibliotheek voor de Nederlandse Letteren: bron043
- Stuttgart Database of Scientific Illustrators 1450–1950: 459
- RKD-Nederlands Instituut voor Kunstgeschiedenis: 94242
- SNAC: w6bv95hr
- Système universitaire de documentation: 23396987X
- Union List of Artist Names: 500007744
- Virtual International Authority File: 95728333
- WorldCat: E39PBJtMjM8D8XTdGDF9pFt3Qq